# Metallura iracunda
Metalura-de-perijá ou metaluro-do-perijá (Metallura iracunda) é uma espécie de ave da família Trochilidae. É endêmica da florestas tropicais de grandes altitudes das montanhas Perijá, na Colômbia e na Venezuela. Está ameaçado de extinção.  